# Mercer Bay
Die Mercer Bay ist eine kleine Bucht im Südwesten der Cumberland West Bay an der Nordküste Südgeorgiens. Sie wird am Kopfende durch den Geikie-Gletscher begrenzt.
Die Bucht findet sich erstmals auf einer Skizze von Samuel August Duse (1873–1933) wieder, Kartograf bei der Schwedischen Antarktisexpedition (1901–1903) unter der Leitung Otto Nordenskjölds. In benannter Form ist sie im zwischen 1926 und 1930 entstandenen Kartenmaterial der britischen Discovery Investigations enthalten. Namensgeber ist vermutlich Lieutenant Commander G. M. Mercer von der Royal Navy, einem Teilnehmer an den Discovery Investigations.